# KB (rappeur)
 (juillet 2023).
La mise en forme du texte ne suit pas les recommandations de Wikipédia : il faut le « wikifier ».
Les points d'amélioration suivants sont les cas les plus fréquents. Le détail des points à revoir est peut-être précisé sur la page de discussion.
- Les titres sont pré-formatés par le logiciel. Ils ne sont ni en capitales, ni en gras.
- Le texte ne doit pas être écrit en capitales (les noms de famille non plus), ni en gras, ni en italique, ni en « petit »…
- Le gras n'est utilisé que pour surligner le titre de l'article dans l'introduction, une seule fois.
- L'italique est rarement utilisé : mots en langue étrangère, titres d'œuvres, noms de bateaux, etc.
- Les citations ne sont pas en italique mais en corps de texte normal. Elles sont entourées par des guillemets français : « et ».
- Les listes à puces sont à éviter, des paragraphes rédigés étant largement préférés. Les tableaux sont à réserver à la présentation de données structurées (résultats, etc.).
- Les appels de note de bas de page (petits chiffres en exposant, introduits par l'outil «  Source ») sont à placer entre la fin de phrase et le point final[comme ça].
- Les liens internes (vers d'autres articles de Wikipédia) sont à choisir avec parcimonie. Créez des liens vers des articles approfondissant le sujet. Les termes génériques sans rapport avec le sujet sont à éviter, ainsi que les répétitions de liens vers un même terme.
- Les liens externes sont à placer uniquement dans une section « Liens externes », à la fin de l'article. Ces liens sont à choisir avec parcimonie suivant les règles définies. Si un lien sert de source à l'article, son insertion dans le texte est à faire par les notes de bas de page.
- La présentation des références doit suivre les conventions bibliographiques. Il est recommandé d'utiliser les modèles {{Ouvrage}}, {{Chapitre}}, {{Article}}, {{Lien web}} et/ou {{Bibliographie}}. Le mode d'édition visuel peut mettre en forme automatiquement les références.
- Insérer une infobox (cadre d'informations à droite) n'est pas obligatoire pour parachever la mise en page.

Pour une aide détaillée, merci de consulter Aide:Wikification.
Si vous pensez que ces points ont été résolus, vous pouvez retirer ce bandeau et améliorer la mise en forme d'un autre article.
Pour les articles homonymes, voir KB.
Kevin Elijah Burgess (né le 21 juillet 1988), devenu connu sous son nom de scène KB, est un artiste de hip hop chrétien de nationalité américaine et un producteur de disques originaire de Saint-Pétersbourg, en Floride . Il est là la tête du groupe  de hip-hop HGA. Il a signé un contrat d'artiste solo avec Reach Records en 2010. Le label a sorti la mixtape Who Is KB?  en 2011, Weight &amp; Glory, le 17 juillet 2012, the 100 EP le 4 mars 2014, Tomorrow We Live le 21 avril 2015 et Today We Rebel le 20 octobre 2017. Il est également membre du collectif du label 116 Clique . Il a quitté Reach Records en 2020 et a rejoint  Essential Sound, sortant son quatrième album studio, His Glory Alone .

## Biographie

### Enfance et adolescence
Kevin Elijah Burgess est né à Saint-Pétersbourg, en Floride, le 21 juillet 1988 dans une famille de militaires. Peu de temps après sa naissance, ses parents ont déménagé dans le sud de l'Illinois où il a été élevé pendant huit ans. Quand il avait 8 ans, ses parents ont divorcé et il est retourné avec sa mère dans le sud de Saint-Pétersbourg, qui, selon Burgess, est "probablement l'un des pires endroits de l'État". Il avait de bonnes notes à l'école  et à 15 ans, on lui a offert la possibilité de poursuivre des études universitaires grâce au programme appelé St. Petersburg Collegiate High School. Mais malgré cette opportunité, il a sombré dans une dépression extrême et a expérimenté divers médicaments pour tenter de la soulager. Ses résultats scolaires se sont détériorés du fait de ses problèmes avec sa vie personnelle, et il a même envisagé le suicide,.

### Création de HGA
Après le lycée, Burgess s'est inscrit à l'université biblique et s'est lié d'amitié avec un groupe de rappeurs chrétiens. Ensemble, ils ont formé un groupe de hip hop appelé HGA, abréviation de His Glory Alone ( "Sa gloire uniquement", en français),. HGA a finalement attiré l'attention de Lecrae, Ben Washer et DJ Official, et a été présenté avec Tedashii sur le morceau "Go" de l'album Entermission de DJ Official,. Burgess a été invité à la tournée "Acquire the Fire" de Lecrae, et a été invité à rejoindre l'équipe de Reach Records quelques mois plus tard.

### Signature avec Reach Records
Burgess a signé un contrat avec Reach Records en 2010, et a contribué cette année-là sur l'album Rehab de Lecrae. Sa mixtape Qui est KB ? suivi un an plus tard, tout comme les apparitions avec PRo et Tedashii,,,. Qui est KB ? a été téléchargé 30 000 fois l'année suivante. Son premier single, "Hello" en collaboration avec Suzy Rock, est sorti en octobre 2011. En janvier 2012, un deuxième single, "Zone Out" avec Chris Lee Cobbins, est sorti. Burgess fait ensuite une apparition avec Andy Mineo sur l'album de Trip Lee The Good Life. Un troisième single de Burgess, " Go Off ", avec  Tedashii et Andy Mineo, et est sorti en juin, suivi  de son premier album Weight &amp; Glory  le mois suivant,.
Le 30 mai 2013, Reach a annoncé un projet en quatre parties intitulé "1st & 16th". Ce projet consisterait à ce que Burgess publie une nouvelle chanson tous les 1er et 16 juin et juillet. Le 1er juin, partie 1, HCB Freestyle est sorti. Les chansons Ride et Be All Right faisaient également partie des 1er et 16e projets.
Le 10 février 2014, KB a annoncé son nouveau projet, un EP intitulé 100, sorti le 4 mars 2014. Burgess est apparu dans le clip de Family Force 5 pour la chanson "BZRK", sortie le 23 mai 2014, auquel Burgess a contribué.
Le 3 février 2015, KB a révélé  son deuxième album studio, Tomorrow We Live sur les réseaux sociaux , ainsi que la couverture et la date de sortie. Il devait être publié le 21 avril 2015. Le premier single de l'album " Sideways " avec Lecrae est sorti le 23 février 2015. Le deuxième single "Crowns & Thorns (Oceans)" est sorti le 10 mars 2015.[réf. nécessaire]</link>
Le 20 octobre 2017, KB a sorti son troisième album studio Today We Rebel. Le premier single de l'album "Tempo" est sorti un an avant la date de sortie de l'album. Le deuxième single de l'album "Monster" avec Aha Gazelle est sorti le 15 septembre 2017.

### Signature avec Essential Sound
En 2020, il a annoncé qu'il ne renouvellerait pas son contrat avec Reach Records, et a préféré travailler avec Essential Sound, un label de Sony Music. KB a sorti trois singles "Armies", "10K" et "Lil Boy" pour son quatrième album studio "His Glory Alone". Le 25 septembre 2020, KB a sorti son quatrième album studio His Glory Alone.

## Vie privée
Burgess est actuellement marié et a trois enfants,.

## Discographie

### Albums de studio
| 2012 | Poids et gloire - Premier album studio - Sortie : 17 juillet 2012 - Libellé : Atteindre             | 34 | 1 | 1 | 9 | 4 |
| 2015 | Demain nous vivons - Deuxième album studio - Sortie : 21 avril 2015 - Libellé : Atteindre           | 18 | — | 1 | 2 | 4 |
| 2017 | Aujourd'hui on se rebelle - Troisième album studio - Sortie : 20 octobre 2017 - Libellé : Atteindre | 91 | — | 1 | 8 | — |
| 2020 | Sa gloire seule - Sortie : 25 septembre 2020 - Label: Son essentiel                                 | —  | — | 4 | — | — |
| 2023 | Sa gloire seule 2 - Sortie : 11 août 2023                                                           |    |   |   |   |   |
| "-" désigne un enregistrement qui n'a pas été enregistré ou n'a pas été publié sur ce territoire.                        | |    |   |   |   |   |
| Remarque : à partir de 2015, Billboard a rendu la plupart des albums hip hop/rap inéligibles pour les classements Gospel | |    |   |   |   |   |

### Albums collaboratifs
| 2014                                                                                              | 100 - 1er EP - Sortie : 4 mars 2014 - Libellé : Atteindre | 22 | 1 | 1 | 3 | 4 |
| "-" désigne un enregistrement qui n'a pas été enregistré ou n'a pas été publié sur ce territoire. |                                                           |    |   |   |   |   |

### EP
| 2014                                                                                              | 100 - 1er EP - Sortie : 4 mars 2014 - Libellé : Atteindre | 22 | 1 | 1 | 3 | 4 |
| "-" désigne un enregistrement qui n'a pas été enregistré ou n'a pas été publié sur ce territoire. |                                                           |    |   |   |   |   |

### Mixtapes
| Année | Titre                                                                    |
| ----- | ------------------------------------------------------------------------ |
| 2011  | Qui est KB ? - 1re mixtape - Sortie : 22 mars 2011 - Libellé : Atteindre |

### Série multimédia
| Année | Titre     | Éditeur   |
| ----- | --------- | --------- |
| 2013  | 1er & 16e | Atteindre |

### Singles

#### En tant qu'artiste principal
| 2011 | "Bonjour" (avec Suzy Rock )                                                                                      | —  | —  | Poids et gloire           |
| 2012 | "Zone Out" (avec Chris Lee Cobbins)                                                                              | —  | —  | Poids et gloire           |
| 2012 | "Go Off" (avec Tedashii et Andy Mineo )                                                                          | —  | —  | Poids et gloire           |
| 2014 | "100" (avec Andy Mineo)                                                                                          | 31 | 18 | 100                       |
| 2015 | "Sideways" (avec Lecrae )                                                                                        | 29 | —  | Demain nous vivons        |
| 2015 | "Couronnes et épines (océans)"                                                                                   | 31 | —  | Demain nous vivons        |
| 2015 | "Je vais juste le faire" (avec Bubba Watson )                                                                    | 37 | —  | Demain nous vivons        |
| 2016 | "Tempo" | 48 | —  | Aujourd'hui on se rebelle |
| 2017 | "HomeTeam" (avec Lecrae)                                                                                         | —  | —  | single hors album         |
| 2017 | "Monster" (avec Aha Gazelle )                                                                                    | 39 | —  | Aujourd'hui on se rebelle |
| 2018 | "Pas de chaînes"                                                                                                 | 30 | —  | single hors album         |
| 2018 | "Long Live the Champion" (avec Yariel et GabrielRodriguezEMC)                                                    | —  | —  | single hors album         |
| 2018 | "Die Rich" (avec Ray Emmanuel)                                                                                   | —  | —  | single hors album         |
| 2019 | "DNOU2" | —  | —  | single hors album         |
| 2019 | "Retenez-moi" | 29 | —  | single hors album         |
| 2019 | "Lincoln" | 43 | —  | single hors album         |
| 2020 | "Armées" | 28 | —  | Sa gloire seule           |
| 2020 | "10K" | 30 | —  | Sa gloire seule           |
| 2020 | "Petit garçon"                                                                                                   | 41 | —  | Sa gloire seule           |
| 2021 | "Le culte dans le Moshpit"                                                                                       |    |    | single hors album         |
| 2022 | "King Jesus" (avec nobigdyl. )                                                                                   |    |    | single hors album         |
| 2022 | "Tombes" | 33 | —  |                           |
| 2023 | "EZ" |    |    |                           |
|      | "-" désigne un enregistrement qui n'a pas été enregistré ou n'a pas été publié sur ce territoire.                |    |    |                           |
|      | Remarque : à partir de 2015, Billboard a rendu la plupart des chansons hip hop/rap inéligibles aux charts Gospel |    |    |                           |

#### En tant qu'artiste secondaire
| "116" ( PRo avec KB)                                                                              | Hip-hop/Rap           | 2011 | single hors album                        |
| "Qui passe" (Json avec Serge et KB)                                                               | Hip-hop chrétien      | 2013 | Braille                                  |
| "Tout compris" ( Flamme avec KB)                                                                  | Hip-hop/Rap           | 2013 | Quinte royale                            |
| "Ciel du Nord"( Capital Kings feat. Ko)                                                           | Danse                 | 2015 | II                                       |
| "Ô Dieu, pardonne-nous"( Pour King &amp; Country avec KB)                                         | Chrétien contemporain | 2017 | Courez sauvage. Vivre libre. Amour fort. |
| "-" désigne un enregistrement qui n'a pas été enregistré ou n'a pas été publié sur ce territoire. |                       |      |                                          |

### Autres chansons répertoriées
| 2013                                                                                              | "Les Saints" (Andy Mineo avec KB et Trip Lee )      | 44 | 18 | Héros à vendre                          |
| 2014                                                                                              | "Paganini" (Andy Mineo avec KB et Canon)            | 46 | 21 | Pays imaginaire                         |
| 2014                                                                                              | "Invaincu" (avec Derek Minor )                      | 39 | 21 | 100                                     |
| 2014                                                                                              | "Earthquake" ( Tedashii avec Dimitri McDowell & KB) | —  | 22 | Au-dessous du paradis (édition de luxe) |
| 2015                                                                                              | "Je crois" (avec Mattie )                           | 38 | —  | Demain nous vivons                      |
| 2017                                                                                              | "DNOU"                                              | 45 | —  | Aujourd'hui on se rebelle               |
| 2017                                                                                              | "Pas aujourd'hui Satan" (avec Andy Mineo)           | 32 | —  | Aujourd'hui on se rebelle               |
| "-" désigne un enregistrement qui n'a pas été enregistré ou n'a pas été publié sur ce territoire. |                                                     |    |    |                                         |

### En tant qu'invité
| Titre                                | Année | Autre(s) interprète(s)               | Album                        |
| ------------------------------------ | ----- | ------------------------------------ | ---------------------------- |
| "Utilisé pour le faire aussi"        | 2010  | Lécrae                               | Désintox                     |
| "Mess complet de la cour"            | 2011  | Pro                                  | Mourir pour vivre            |
| "Jeune"                              | 2011  | Andy Minéo                           | Anciennement connu           |
| "Tu sais ce que c'est"               | 2011  | Tedashii, PK                         | Lumière noire                |
| "Un seize"                           | 2012  | Trip Lee, Andy Mineo                 | La belle vie                 |
| "Feugo"                              | 2012  | Lecrae, Suzy Rock                    | Gravité (édition iTunes)     |
| "Le Remix des Saints"                | 2012  | Chevalier noir, Andy Mineo, Trip Lee | #ItsTheBlackKnight Beat Tape |
| "Roi du monde"                       | 2014  | Flame, V.Rose, Mike Real, Nico Wells | Jésus ou rien                |
| "Pour ceux qui ne savent pas parler" | 2014  | Dixième Avenue Nord, Derek Minor     | Cathédrales                  |
| "Je ne saurais pas"                  | 2016  | Lécrae                               | Vêtements d'église 3         |
| "Prouve le"                          | 2016  | Foule                                | Prodigue américain           |
| "De retour bientôt"                  | 2019  | 1K Ouf, Parris Chariz                | Ce qui est compris           |

### Vidéo de musique

#### En tant qu'artiste principal
| Titre                                      | Année | Directeur     |
| ------------------------------------------ | ----- | ------------- |
| "Zone Out" (avec Chris Lee Cobbins)        | 2012  | NC            |
| « HCB Freestyle »                          | 2013  | Will Thomas   |
| "Heart Song" (avec Jasmine Leshea)         | 2013  | NC            |
| "100" (avec Andy Mineo )                   | 2014  | Strabisme     |
| "Kamikaze" (avec Prisca)                   | 2014  | NC            |
| "Sideways" (avec Lecrae)                   | 2015  | Kyle Dettman  |
| "Noyade"                                   | 2016  | Sam courageux |
| "Pas aujourd'hui Satan" (avec Andy Mineo ) | 2018  | Nathan Corona |
| "Pas de chaînes"                           | 2018  |               |

#### En tant qu'artiste secondaire
| Titre                                              | Année | Directeur    |
| -------------------------------------------------- | ----- | ------------ |
| "Young" ( Andy Mineo avec KB)                      | 2012  | Kyle Dettman |
| " One Sixteen " ( Trip Lee avec KB et Andy Mineo ) | 2012  | NC           |
| "BZRK" ( Family Force 5 avec KB)                   | 2014  | Ryan Hamblin |